# Яковлев, Николай Никифорович
Никола́й Ники́форович Я́ковлев (30 апреля 1898, село Шульбинское Семипалатинского уезда Семипалатинской области, ныне Восточно-Казахстанская область, Казахстан — 19 мая 1970, Москва), советский историк, библиотечный и партийный деятель, доктор исторических наук, профессор Московского государственного историко-архивного института, директор Государственной публичной исторической библиотеки (1938—1939), Государственной библиотеки СССР имени В. И. Ленина (1939—1943).

## Биография
Яковлев родился в семье крестьянина-казака, имевшего середняцкое хозяйство. До 1919 года работал в хозяйстве отца. В навигацию 1916 года работал кочегаром на пароходе «Ирбит», работал также на паровой мельнице подёнщиком.
В 1918 году стал заниматься самообразованием, сдал экстерном экзамен за 2-х классное училище, в 1919 году сдал экстерном экзамен на звание учителя народной школы. С конца марта по 1 июня 1919 года работал переписчиком в Управлении 3-го военного Отдела Сибирского казачьего войска (административный казачий орган) в г. Усть-Каменогорске.
1 июня 1919 года был зачислен запасным учителем при Школьном Совете 4-го района казачьих школ. Здесь проработал до конца декабря 1919 года, затем, после свержения колчаковщины был переведён на работу в Усть-Каменогорский уездный отдел народного образования, на должность заведующего библиотечным сектором. В 1920 году был в числе организаторов партийной ячейки в селе Шульбинское, в начале июня 1920 года вступил в РКП(б). После вступления в партию около 4-х месяцев работал на различной общественной работе в селе — председателем партийной ячейки, председателем культпросвета, уполномоченным по переписи в нескольких волостях, заменял председателя сельсовета.
В сентябре 1920 года поступил в Семипалатинский педтехникум. Одновременно с учёбой состоял в ЧОНе, участвовал в охране Семипалатинска во время белогвардейских восстаний. В 1921—1923 годах — уполномоченный ОГПУ по борьбе с экономической контрреволюцией. Организатор комсомольской ячейки в педагогическом техникуме, делегат уездной и губернской партийных конференций, уездного и областного съездов Советов (1922).
В 1923—1928 годах — студент Института имени Плеханова, затем Второго МГУ. Во время учёбы в университете активно занимался общественной работой — был председателем профкома (1924—1926), затем заместителем секретаря парткома (1926—1928).
По окончании университета — инструктор-методист партийного и рабочего образования Замоскворецкого района Москвы. В 1929—1930 годах — заведующий курсами партактива и преподаватель истории ВКП(б) Окружкома ВКП(б) в Костроме. С 1930 по 1934 год — заведующий курсами редакторов областных газет, заместитель проректора, проректор по учебной части Всесоюзного коммунистического института журналистики в Москве. В 1934—1937 годах — слушатель Института красной профессуры истории, по окончании обучения — заместитель директора по учебной части ИКП истории.
В апреле 1938 году решением Оргбюро Центрального комитета ВКП(б) назначен директором Государственной публичной исторической библиотеки. Н. Н. Яковлев возглавлял Историческую библиотеку в наиболее сложный, организационный период (до января 1939 года).
Организаторские способности Яковлева были оценены властями — сразу же после открытия Исторической библиотеки он был назначен директором Государственной библиотеки СССР имени В. И. Ленина (возглавлял ГБЛ с января 1939 года по июль 1943 года). Организатор эвакуации книжных фондов Ленинской библиотеки в годы Великой Отечественной войны.
С июля 1943 по май 1948 года — заведующий отделом школ ЦК ВКП(б).

## Преподавательская деятельность
Одновременно с занятием административных должностей Яковлев с 1939 года работал внештатным лектором ЦК ВКП(б), преподавателем Высшей партийной школы при ЦК ВКП(б), Высшей школы партийных организаторов при ЦК ВКП(б), с 5 марта 1942 года по октябрь 1943 был заведующим кафедрой основ марксизма — ленинизма Московского государственного университета.
С сентября 1948 года Яковлев — доцент, а после защиты в 1959 году докторской диссертации — профессор кафедры истории СССР Московского государственного историко-архивного института. В МГИАИ Николай Никифорович преподавал более 20 лет.

## Вклад в историческую науку
Яковлевым был разработан ряд лекций по истории СССР (вторая половина XIX — начало XX веков). Тематика его первых научных работ была определена впечатлениями от непосредственного участия в гражданской войне в Сибири и Казахстане.
В 1940 году Яковлевым была опубликована статья «Большевистское подполье в тылу у Колчака», переизданная (с изменениями и дополнениями) в 1941 году в виде отдельной книги. По этой теме в 1943 году он защитил кандидатскую диссертацию.
В это же время Яковлев начал разработку своей основной научной темы — истории первой российской революции 1905—1907 годов. На основе широкого круга источников он последовательно изучил вооружённые выступления в Красноярске, Иркутске, Ростове-на-Дону, Москве, Чите и Владивостоке, обобщив материал в монографии «Вооружённые восстания в декабре 1905 года» (М., 1957). В 1967 году была опубликована его монография «Народ и партия в первой русской революции». В 1960-е году Яковлевым был подготовлен и опубликован ряд статей историографического характера.

## Архив историка
После смерти Яковлева документы из его личного архива были переданы в Государственный архив Восточно-Казахстанской области в Усть-Каменогорске, где ныне образуют отдельный фонд.